# منكسفة مجنحة الثمرة
منكسفة مجنحة الثمار (الاسم العلمي:Eclipta alatocarpa) هي نوع من النباتات تتبع جنس المنكسفة من الفصيلة النجمية.